# Gard (Marke)
Gard (Eigenschreibweise: GARD) ist eine 1967 von Colgate-Palmolive auf dem deutschen Markt eingeführte Haarpflegemarke, die heute zur sächsischen Fit GmbH gehört.

## Geschichte
Colgate-Palmolive brachte die Marke 1967 zunächst unter dem Namen Lady’s Gard mit einem Sortiment aus Shampoo, Kurfestiger und Haarspray auf den bundesdeutschen Markt. Der Name leitet sich von den Foot Guards des englischen Königshauses ab und sollte für den zuverlässigen Schutz jeder Frisur stehen. Bis in die frühen Siebziger Jahre war auf den Produktverpackungen ein Gardist der königlichen Infanterie abgebildet. Die Marke wurde bekannt durch die bis in die 1980er Jahre wöchentliche ausgestrahlte Werbesendung Gard-Haarstudio vor der Tagesschau, die Haarpflegetipps in Zusammenhang mit den Gard-Produkten gab. Im Jahr 1970 erfolgte die Einführung des „Gard Haarpflegesystems“, welches zum ersten Mal in Westdeutschland eine komplette Pflegereihe aus der Hand eines Herstellers bot. Produktionsstandort war Hamburg.
Die 1982 begonnene TV-Werbekampagne zur Melodie des ABBA-Songs Move on machte den Slogan „Schönes Haar ist dir gegeben, lass es leben mit Gard“ zu einem der bekanntesten Werbelieder Deutschlands, das von Otto Waalkes als „Fettig Haar ist dir gegeben, lass es kleben mit Quark!“ parodiert wurde. Gard setzte ab 1985 auf junge Menschen als zusätzliche Zielgruppe und versuchte, diese mit neuen Produktlinien an die Marke zu binden. Hierzu gehörten Haargele, Haarlacke sowie Schaumfestiger. Seit 1990 wurden die Produkte auch in den neuen Bundesländern verkauft. Nachdem infolge des harten Wettbewerbs auf dem Kosmetikmarkt eine Auffrischung des Markenauftritts notwendig wurde, erfolgte ab 1997 eine komplette Überarbeitung der Produktgestaltung. Das Sortiment von Gard wurde 2003 ein weiteres Mal überarbeitet und die „Gard Professional“-Produktreihe eingeführt. Um Männer ebenfalls an die Marke zu binden, erweiterte Gard seine Produktpalette um die Gard for Men-Reihe.

### Übernahme durch die Doetsch Grether AG
Im Jahr 2008 übernahm das Schweizer Kosmetik- und Pharmaunternehmen Doetsch Grether AG mit Sitz in Basel die Marke von Colgate-Palmolive, das sich aufgrund zuletzt stark gesunkener Umsätze von Gard trennen wollte. Colgate-Palmolive als Verkäufer wurde dabei durch die in London ansässige Wirtschaftskanzlei Freshfields Bruckhaus Deringer betreut. Unter Doetsch Grether erfolgt 2010 die Neueinführung der „Gard Style Styling“-Gele, die mit der Werbekampagne Good Morning Style bundesweit beworben wurde. Hierbei wurden in mobilen Haarstudios Menschen für die Aktion „Gard Styles 2010“ neu frisiert. Um im Wettbewerb weiterhin zu bestehen, überarbeitete Doetsch Grether 2011 die Marke erneut. Gard Style wurde die neue Dachmarke, während Produkte wie das alte Gard Professional Haarspray verschwanden. Ersetzt wurden Produkte wie dieses unter anderem durch die Gard Style-Serie mit Haarspray, Schaumfestiger und Föhnspray. Doetsch Grether sprach in diesem Zusammenhang von „innovativen Rezepturen, verbesserter Anwendung, attraktivem Duft und neuem Design“. Um die Altersgruppe der 15- bis 25-Jährigen besser anzusprechen, wurde außerdem die Gard Style Trendlinie eingeführt. 2012 nutzte Gard in Fernsehwerbung wieder den Slogan „Schönes Haar ist dir gegeben, lass es leben“. Im Jahr 2015 führte Gard unter Doetsch Grether letztmals ein Produkt – den „GARD Professional Kurfestiger“ – ein.

### Übernahme durch die Fit GmbH
Zum 1. Juni 2015 verkaufte Doetsch Grether die Marke Gard an die Fit GmbH. Damit erweiterte die Fit GmbH, zu dem unter anderem die Marken Fit und Rei gehören, ihr Portfolio um eine weitere Produktkategorie. Im Zuge der Übernahme der Marke Gard wurden laut der Fit GmbH weitere Arbeitsplätze am Standort Zittau geschaffen. Die Produktion der Gard-Produkte wurde nahezu vollständig nach Zittau verlegt. Ausnahme bleibt hierbei die Herstellung und Abfüllung der entzündlichen Haarsprays, da die Herstellung dieser Produkte laut Fit GmbH technisch äußerst aufwendig sei und deshalb bei einem externen Partner geschehe. Eine Auskunft über den genauen Herstellungsort gibt die Fit GmbH nicht. Auf den Sprühdosen findet sich lediglich der Hinweis „Made in Europe“ statt wie bei den anderen GARD-Produkten „Made in Germany“. Koffeinhaltige Herrenshampoos und Frisiercreme für Kopf- und Barthaar wurden durch die Fit GmbH in das Gard-Produktportfolio ergänzend aufgenommen. Für die Lagerung der mutmaßlich im Ausland produzierten Haarsprays wurde eine 2,1 Millionen Euro teure Lagerhalle mit spezieller Sprinkleranlage in Zittau errichtet. Bei der Neupositionierung der Marke Gard 2018 setzte die Fit GmbH vor allem auf den Wiedererkennungswert des Dufts der Gard-Produkte. Der Friseur Boris Entrup wurde zum Markenbotschafter für Gard.